# 板垣吉則
板垣 吉則（いたがき よしのり、1972年9月3日 - ）は、地方競馬の岩手県競馬組合・水沢競馬場の調教師、元騎手である。勝負服の柄は胴黒・袖桃。山形県山形市出身。血液型はB型。

## 騎手時代
幼少時より父に競馬場に連れられて行った事で競馬の世界に興味を持ち、上山競馬所属の騎手としてデビュー、初騎乗は1990年10月21日（ロンブエイト）、初勝利は1990年11月19日（マーチアゲン）、1992年に3歳優駿（ミヤカツエース）で重賞初勝利。
1997年のオフに水戸賢二騎手の紹介で自費でオーストラリア・クインズランド州へ研修に行き、12月7日にコーボールド競馬場で開催された未勝利戦 （1000メートル）で、現地所属馬インザキャッシュに騎乗して海外初勝利を収めた。上山では重賞18勝を含む907勝を挙げ、2000年と2001年にはリーディングジョッキーとなる。上山競馬の廃止後は岩手・水沢の千葉博厩舎へ移籍。移籍初年度となった2004年から重賞4勝特別8勝を含む82勝を挙げ、この年の岩手競馬のリーディング4位となる。2005年6月26日盛岡競馬第7競走で地方通算1000勝達成。2007年12月31日をもって千葉博調教師が勇退した関係で2008年1月1日より酒井仁厩舎に所属変更。2009年頃から病気で騎乗を休みがちになり、2010年5月調教師免許試験に合格、2010年5月30日岩手ダービー・ダイヤモンドカップ（ミスギンレイ・11着）の騎乗をもって引退した。

## 調教師時代
騎手引退後間もなくして厩舎を開業。2010年6月26日水沢競馬第7競走で管理馬初出走（プリンセスマオ・2着）、2010年7月5日水沢競馬第8競走で上山競馬時代の後輩である金沢競馬場所属の吉田晃浩騎手を背に管理馬の初勝利（スズノエイユウ）を挙げた。
2015年度は127勝を挙げ、岩手競馬の勝利数記録を45年ぶりに更新し、リーディングトレーナーに輝いた。

## 主な騎乗馬
- サイレントグリーン（2004年・2005年・2007年せきれい賞）
- サイレントエクセル（2005年白菊賞、2006年日高賞、2006年ひまわり賞、2006年・2007年ビューチフル・ドリーマーカップ、2007年青藍賞）
- ヤマニンエグザルト （2006年早池峰賞、2007年岩鷲賞）
- ビソウウエスタン（1997年コスモス賞、1997年・1998年奥の細道大賞典、1998年かかしまつり賞）
- レビンマサ （2001年全日本2歳アラブ優駿、2002年コスモス賞）

## 主な管理馬
- ラブミープラチナ（2011年OROターフスプリント）
- スーパーヴィグラス（2012年岩鷲賞）
- ワタリルーブル（2012年ビギナーズカップ）
- ハカタドンタク（2013年やまびこ賞、はまなす賞、オパールカップ）
- コスモフィナンシェ（2013年みちのく大賞典、すずらん賞）
- リュウノタケシツウ（2013年ハヤテスプリント）
- ヒビケジンダイコ（2013年せきれい賞）
- マイネルファルケ（2013年桂樹杯）
- スーブルソー（2013年桐花賞）
- シグラップロード（2014年スプリングカップ）
- アイスカチャン（2014年あやめ賞）
- マイネルバルビゾン（2014年岩鷲賞）
- キモンイーグル（2014年若鮎賞）
- イチダイ（2015年寒菊賞）
- ナリタポセイドン（2016年絆カップ、北上川大賞典）
- キングジャガー（2017年やまびこ賞、岩手ダービー ダイヤモンドカップ、イーハトーブマイル、不来方賞）
- エーシンシャラク（2017年早池峰スーパースプリント）
- マリーグレイス（2018年若鮎賞）
- コスモリョウゲツ（2019年OROカップ）
- ランガディア（2020年赤松杯、シアンモア記念、みちのく大賞典）
- コンサートドーレ（2020年早池峰スーパースプリント）
- キラットダイヤ（2021年 - 2023年早池峰スーパースプリント3連覇、2021年・2022年岩鷲賞、2021年・2023年ヴィーナススプリント、2021年・2022年絆カップ）
- キヨラ（2021年オパールカップ）
- マイネルアストリア（2022年赤松杯、あすなろ賞）
- ロックスピリット（2022年栗駒賞）
- グットクレンジング（2022年ダイヤモンドカップ、東北優駿）
- ディアリッキー（2022年ヴィーナススプリント）
- ノーブルサターン（2022年トウケイニセイ記念、桐花賞、2023年シアンモア記念）[1]
- セイレジーナ（2022年寒菊賞）
- ピカンチフラワー（2025年あやめ賞）
- リュウノナポレオン（2025年ウイナーカップ）
- エイシントルペード（2025年早池峰スーパースプリント、岩鷲賞）

## 主な受賞歴
- 1998年度 NARグランプリ優秀騎手賞
- 2000年度 上山競馬騎手リーディング1位
- 2001年度 上山競馬騎手リーディング1位

## 人物・エピソード
- 上山時代の公式ニックネームは「柿ピー」、地元山形では有名な「板垣のピーナッツ」から取ったとされる[2]。
- 父は伝統工芸品である山形桐紙の職人であった。現在は板垣の実弟が工房を継いでおり、国内でただ一人の職人である。